# 羽前前波站
羽前前波站（日语：／ Uzen-Zennami eki */?）是位於山形縣新庄市大字升形字前波，東日本旅客鐵道（JR東日本）的陸羽西線車站。

## 歷史
- 1966年（昭和41年）9月1日：車站啟用。當時車站最接近工業團地而開設此站。
- 1987年（昭和62年）4月1日：伴隨國鐵分割民營化，車站由東日本旅客鐵道（JR東日本）營運[1]。

## 車站構造
此站是位於路堤上的地面車站，設有1面1線的單式月台。月台上設有候車室。
此站是由新庄站管理的無人車站。

## 使用狀況
在2004年度，1日平均乘車人次為13人。
| 乘車人次變化 | 乘車人次變化 |
| 年度         | 1日平均人次  |
| ------------ | ------------ |
| 2000         | 19           |
| 2001         | 23           |
| 2002         | 26           |
| 2003         | 18           |
| 2004         | 13           |

## 車站周邊
車站附近為稻田，只有少量住宅。
- 山形縣道34號新庄戶澤線（日语：山形県道34号新庄戸沢線）

## 相鄰車站
東日本旅客鐵道（JR東日本）
■陸羽西線
□快速「最上川」（下行）、■普通
升形－羽前前波－津谷

## 注腳
1. ↑  『交通年鑑 昭和63年版』 交通協力會，1988年3月。
2. ↑  『山形県の鉄道輸送』平成26年度版 - 山形県 （页面存档备份，存于）（日語）

## 外部連結
- 車站資訊（羽前前波）：東日本旅客鐵道（日語）